# Robyn Lee Parks
Robyn Leroy (Lee) Parks (1954 – Oklahoma City, 10 maart 1992) was een Amerikaanse moordenaar die veroordeeld werd tot de doodstraf. Zijn executie, door middel van een dodelijke injectie, werd uitgevoerd op 10 maart 1992 en verliep niet volgens protocol. Aanvankelijk leek de executie soepel te verlopen. Twee minuten nadat het toedienen van de injectie begonnen was, begonnen de spieren van Parks plotseling heftig te reageren. Ongeveer 45 seconden lang maakten de spieren in de kaak, nek en de romp spastische bewegingen. Hierna bleef Parks nog ongeveer acht minuten hijgen en naar adem happen, voor hij eindelijk stierf. Een verslaggever die als ooggetuige aanwezig was beschreef de executie als overweldigend en verontrustend en beschouwde de aanwezigheid van de verslaggevers als een ernstige inbreuk op de persoonlijke levenssfeer van de veroordeelde. De executie van Parks was de tweede in Oklahoma sinds 1976 na de herinvoering van de doodstraf.

## Achtergrond
Parks werd veroordeeld en terechtgesteld voor de moord op Abdullah Ibrahim, een medewerker van een benzinestation, op 17 augustus 1977. Parks tankte bij het benzinestation in Oklahoma City en betaalde met een gestolen credit card. Nadat de 24-jarige Ibrahim argwaan kreeg schoot Parks hem dood. Op 1 september 1977 werd Parks gearresteerd, uit geluidsopnames zou blijken dat Parks de moord zou hebben toegegeven aan een vriend van hem. Parks werd in 1978 veroordeeld tot de doodstraf via een injectie.

## Hooggerechtshof
Als verweerder staat Parks centraal in de uitspraak van het Hooggerechtshof van de Verenigde Staten Saffle v. Parks uit 1990. In deze uitspraak wordt zijn claim tot vrijspraak (habeas corpus) afgewezen. De claim was gebaseerd op het feit dat Parks vond dat zijn grondrechten werden geschonden toen de rechter tijdens de strafzaak de jury instrueerde met de zin: avoid any influence of sympathy. De motivatie om het verzoek af te wijzen was gebaseerd op het feit het hooggerechtshof zich niet kon baseren op bestaande wetgeving en dat ze feitelijk verzocht werd om een nieuwe regel toe te passen binnen de grondwet.